# Aérodrome de Bocanda
L'aéroport de Bocanda est un aéroport desservant Bocanda en Côte d'Ivoire.